# Segundo Sol
Segundo Sol (título en español: Nuevo Sol) es una telenovela brasileña producida y emitida por Rede Globo desde el 14 de mayo de 2018, sustituyendo O Outro Lado do Paraíso, hasta el 9 de noviembre de 2018, siendo sustituida por O Sétimo Guardião. Fue la 14.ª telenovela exhibida en el horario de las 21 horas, y contó con 155 capítulos grabados.
Creada por João Emanuel Carneiro y dirigida por Dennis Carvalho y Maria de Médicis, la telenovela fue protagonizada por Giovanna Antonelli y Emilio Dantas, y tuvo como antagonistas principales a Deborah Secco, Adriana Esteves, Giovanna Lancellotti y Vladimir Brichta. Además, contó con las actuaciones de Fabrício Boliveira, Fabiula Nascimento y Luisa Arraes en los papeles principales.

## Argumento
Primera Fase
Ambientada en Salvador en 1999, en el distrito histórico de Santo Antonio, vive la familia Falcão. Beto (Emilio Dantas), uno de los cuatro hijos de Dodô y Nana, se hizo famoso como cantante de axé, pero durante unos tres años ha experimentado el sabor amargo del ostracismo. La familia se gana la vida del bar de cangrejos en la misma casa donde viven, pero corre el riesgo de perder su hogar debido a la mala gestión de la carrera de Beto por parte de su gerente y hermano Remy (Vladimir Brichta), el hijo de "oveja negra". Para ayudar a solventar la deuda , Beto acepta actuar en Aracaju, cuando el avión que había planeado tomar se estrella en el mar y se presume que está muerto. Debido a la inesperada conmoción en todo el país, el cantante es convencido por Remy y su novia Karola (Deborah Secco), con quienes su relación está muy conmocionada, para continuar haciéndose pasar por un hombre fallecido al quedarse en la isla ficticia de Boiporã. Es en este momento que el problemático Beto conoce a Luzia (Giovanna Antonelli), una esposa de peces, abandonada por su esposo, que se las arregla sola para sus hijos pequeños. Los dos se enamoran y pronto hacen planes para el matrimonio, sin que ella sepa la verdadera identidad de Beto, quien se presenta como Miguel. Como rehén de una gran trama orquestada por Karola  y Laureta (Adriana Esteves), la pareja termina separada. Encuentran a su exmarido y él trata de matar a Beto, pero Luzia termina matándolo. Luzia, ahora fugitiva, huye a Islandia, con la ayuda de Groa (André Dias), donde se hace famosa como DJ Ariela.

### Segunda fase
Después de casi 20 años, Luzia regresa para tratar de reunir a su familia destrozada, sin imaginar que Miguel, su gran amor que no pudo olvidar, es el famoso cantante Beto Falcão. Junto con su familia, Beto mantiene hasta el día de hoy la farsa de su muerte y no está contento con el curso que ha tomado la vida. También mantiene vivo su amor por Luzia y se vuelve loco cuando descubre que la pescadera, ahora una DJ exitosa, está en Salvador y hará todo lo posible para encontrarla y reavivar sus romances pasados.
Para recuperar su vida, Lucia deberá enfrentar a sus enemigas del pasado, Karola y Laureta; aquellas mujeres que robaron su futuro con Beto y sus hijos Ícaro y Manú

## Reparto
| Actor/Actriz         | Personaje                                          |
| -------------------- | -------------------------------------------------- |
| Giovanna Antonelli   | Luzia Batista / DJ Ariella                         |
| Emilio Dantas        | Roberto Yunes Falcão (Beto Falcão) / Miguel Falcão |
| Deborah Secco        | Caroline Figueiredo Bottini Athayde (Karola)       |
| Adriana Esteves      | Laura Bottini Maranhão (Laureta) / Cláudia         |
| Vladimir Brichta     | Remy Yunes Falcão Maranhão                         |
| Chay Suede           | Ícaro Batista                                      |
| Letícia Colin        | Rosa Câmara                                        |
| Danilo Mesquita      | Valentim Batista Figueiredo Falcão                 |
| Luisa Arraes         | Manuela Batista Athayde (Manu)                     |
| Fabrício Boliveira   | Roberval dos Santos Athayde                        |
| Fabiula Nascimento   | Maria Cláudia Batista (Cacau)                      |
| Caco Ciocler         | Edgar Athayde dos Santos                           |
| Maria Luísa Mendonça | Karen Michele Athayde                              |
| Giovanna Lancellotti | Rochelle Athayde                                   |
| Odilon Wagner        | Severo Athayde                                     |
| Claudia di Moura     | Josefa dos Santos (Zefa)                           |
| Armando Babaioff     | Ionan Yunes Falcão                                 |
| Roberta Rodrigues    | Doralice do Nascimento                             |
| Nanda Costa          | Maura Câmara                                       |
| Carlos Betão         | Delegado Viana                                     |
| Carol Fazu           | Selma Santino                                      |
| Luis Lobianco        | Clóvis Yunes Falcão (Clovinho)                     |
| Thalita Carauta      | Gorete Falcão                                      |
| José de Abreu        | Domício Falcão (Dodô)                              |
| Arlete Salles        | Nazira Yunes Falcão (Naná)                         |
| Francisco Cuoco      | Nestor Maranhão                                    |
| Narcival Rubens      | Rossini Pereira Galdino (Galdino)                  |
| Zeca de Abreu        | Januária                                           |
| Renata Sorrah        | Dulce Bottini                                      |
| Danilo Ferreira      | Acácio Pereira                                     |
| Osmar Silveira       | Narciso Garcia                                     |
| Tuca Andrada         | Juarez Garcia                                      |
| Ingra Lyberato       | Fátima Garcia                                      |
| Roberto Bonfim       | Agenor Câmara                                      |
| Kelzy Ecard          | Eunice Câmara (Nice)                               |
| André Dias           | Groa Stevens do Nascimento (Gringo)                |
| João Acaiabe         | Alaor do Nascimento (Pai Didico)                   |
| Pablo Morais         | Tomé                                               |
| Ciro Sales           | Eduarlison Moreira (Du Love)                       |
| Hugo Moura           | Robinson Ribeiro (Robinho)                         |
| Camila Lucciola      | Katiandrea Larissa Morais                          |
| Milla Araújo         | Fabiana                                            |
| Renan Motta          | Márcio Vítor                                       |
| Drayson Menezes      | Wander                                             |
| Robertha Portella    | Ariadna                                            |
| Ariane Souza         | Rosimeire Toledo (Meire)                           |
| Ella Nascimento      | Ludmilla Paixão (Ludi)                             |
| Gabriela Moreyra     | Renata Troiano (Renatinha)                         |
| Dja Marthins         | Quitéria                                           |
| Davi Queiroz         | Teobaldo Falcão (Badu)                             |
| Ícaro Zulu           | Domício do Nascimento Falcão Neto (Doni)           |
| Tarsila Lima         | Júnia do Nascimento Falcão                         |
| Ygor Marçal          | Tupã                                               |